# Polar Record Glacier
Polar Record Glacier är en glaciär i Antarktis. Den ligger i Östantarktis. Australien gör anspråk på området. Polar Record Glacier ligger 16 meter över havet.
Terrängen runt Polar Record Glacier är platt åt nordväst, men åt sydost är den kuperad. Trakten är obefolkad. Det finns inga samhällen i närheten.